# Berkeley Open Infrastructure for Network Computing
Berkeley Open Infrastructure for Network Computing (BOINC) – niekomercyjne rozwiązanie z dziedziny obliczeń rozproszonych, które pierwotnie powstało dla potrzeb projektu SETI@home, aktualnie wykorzystywane jest również w projektach innych niż SETI. Jest to niekomercyjne oprogramowanie pośredniczące pozwalające na udział komputera zwykłego użytkownika w naukowych projektach. BOINC jest rozwijany na Uniwersytecie Kalifornijskim w Berkeley przez zespół pod kierunkiem szefa projektu SETI@home, Davida Andersona. BOINC jest wolnym i otwartym oprogramowaniem wydawanym na licencji GNU LGPL i jest wspierany finansowo przez amerykańską rządową agencję National Science Foundation.

## Podstawy działania

Poprzednie logo BOINC

Oprogramowanie BOINC dzieli się na oprogramowanie pracujące po stronie serwera projektu, oraz na oprogramowanie uruchamiane przez wolontariuszy na swoich komputerach.
Do najważniejszych aplikacji pracujących po stronie serwera należy scheduler (serwer harmonogramów). Zajmuje się on dystrybucją fragmentów danych do obliczeń pomiędzy komputery uczestników projektu. W swoim działaniu scheduler uwzględnia między innymi możliwości komputerów uczestników (moc obliczeniowa, ilość pamięci RAM), oraz średni czas w ciągu doby, jaki komputery te przeznaczają na pracę z BOINC. W ten sposób unika się nadmiernego obciążenia słabych komputerów, oraz pozwala się na pełniejsze wykorzystanie mocnych maszyn.
Jeżeli na komputerze otrzymującym dane do przetwarzania nie została jeszcze zainstalowana aplikacja mająca je przetwarzać, jest ona również przesyłana do uczestnika projektu. W ramach jednego projektu może funkcjonować wiele aplikacji, a wysyłane dane mogą być przeznaczone dla którejkolwiek z nich.
Gdy na komputerze uczestnika znajdą się zarówno dane do przetwarzania, jak i odpowiednia aplikacja, rozpoczyna się przetwarzanie danych. Czas przetwarzania jednej porcji danych jest różny w zależności od projektu i waha się od kilkunastu sekund do kilkuset godzin. Dzięki okresowemu zapisywaniu wykonanej pracy, obliczenia nie muszą odbywać się w jednym nieprzerwanym ciągu, lecz mogą być zawieszane, gdy zachodzi potrzeba przeznaczenia mocy obliczeniowej na inne zadania lub po prostu wyłączenia komputera.
Na jednym komputerze mogą znajdować się jednocześnie dane i aplikacje wielu projektów platformy BOINC, lecz w danym momencie przetwarzana jest tylko jedna porcja danych na jednostkę CPU (procesory wielordzeniowe i procesory wyposażone w technologię HT mogą przetwarzać jednocześnie dwie lub więcej porcji danych adekwatnie do liczby rdzeni czy wątków). Wyjątkiem są jednostki projektu DepSpid, który nie wykorzystuje mocy CPU, lecz mierzy wagę wysłanych i odebranych danych poprzez połączenie internetowe. Jednostki tego projektu mogą być przetwarzane równolegle z jednostkami pozostałych projektów, ale ich liczba nie zależy od rodzaju czy ilości procesorów – przydzielana jest jedna jednostka na jedno połączenie. Jeżeli komputer jest przyłączony do więcej niż jednego projektu, czas procesora jest przydzielany aplikacjom po kolei, zgodnie z ustalonymi przez uczestnika przydziałami dla poszczególnych projektów.
Po przetworzeniu porcji danych wyniki obliczeń przesyłane są do serwera projektu. Jednocześnie komputer użytkownika żąda pewnej ilości tzw. punktów kredytowych, zależnej od czasu poświęconego na przetworzenie danej jednostki i mocy obliczeniowej procesora.

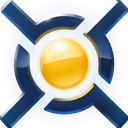
Nowa ikona menadżera BOINC

W większości projektów te same dane są rozsyłane do kilku użytkowników, co daje możliwość porównania ich wyników w celu weryfikacji i wykluczenia ewentualnych błędów i oszustw. Następnie uczestnikom, którzy przeliczyli daną jednostkę, przyznawana jest taka sama ilość punktów kredytowych, zależna od punktów zażądanych przez poszczególne komputery. Sposób wyliczenia tej ilości jest różny dla każdego z projektów – może to być wartość średnia, mediana, lub inna wartość.

## Punkty kredytowe
Punkty kredytowe (ang. credits) są metodą nagradzania ochotników za przekazany przez nich czas i moc obliczeniową ich komputerów. W teorii punkty kredytowe przyznawane przez wszystkie projekty mają odpowiadać takiej samej ilości wykonanej pracy. W praktyce okazuje się, że niektóre z projektów są hojniejsze niż inne.
Punkty kredytowe pozwalają uczestnikom projektów na wzajemne współzawodnictwo w ramach różnorakich rankingów. (Ogólnoświatowych, krajowych itp.). Możliwe jest także łączenie się uczestników projektów w zespoły, które również mogą ze sobą konkurować.

## Bezpieczeństwo
BOINC w sposób automatyczny ściąga i uruchamia na komputerze ochotnika aplikację projektu, co może budzić uzasadniony niepokój o możliwość uruchomienia złośliwego oprogramowania. Aby temu zapobiec BOINC korzysta z cyfrowego podpisywania aplikacji, aby nie dopuścić do "podstawienia" fałszywej aplikacji w miejsce oryginalnej.
Użytkownicy ze swojej strony powinni zwrócić uwagę, czy projekty, do których chcą się podłączyć nie są podejrzane (w razie podejrzeń warto poszukać opinii na forach dyskusyjnych innych projektów). Co prawda jak dotąd nie pojawił się "fałszywy" projekt, ale taka możliwość istnieje. Warto też zwrócić uwagę na status danego projektu, ponieważ projekty "młode" czyli pre-alfa i alfa mogą powodować niestabilna pracę systemu, ale zwykle projekty będące na stronie głównej BOINC są już pod tym względem bezpieczne.
Kolejnym potencjalnym zagrożeniem są nieoficjalne aplikacje obliczeniowe. Dla niektórych projektów dostępne są zoptymalizowane przez użytkowników wersje aplikacji, pozwalające znacznie (niekiedy kilkukrotnie) skrócić czas obliczeń. Należy jednak zwrócić uwagę, aby aplikacje te pobierać ze sprawdzonych źródeł. Ponownie w razie wątpliwości należy skonsultować się z forum dyskusyjnym danego projektu.
Wśród użytkowników BOINC krąży opinia, że praca w platformie naraża komputer na niebezpieczeństwo mniej niż przeglądanie stron WWW, należy jednak pamiętać, że nie ma w 100% bezpiecznych aplikacji.

## Niektóre projekty platformy BOINC
| Projekt                          | Strona projektu | Dziedzina                                    | Status          |
| -------------------------------- | --------------- | -------------------------------------------- | --------------- |
| 3x+1@home                        | Odwiedź         | matematyka, problem Collatza                 | Zarzucony       |
| ABC@home                         | Odwiedź         | matematyka                                   | Aktywny         |
| Alife@home                       | brak            | sztuczna inteligencja                        | Zarzucony       |
| AlmereGrid                       | Odwiedź         | przetwarzanie rozproszone                    | Aktywny         |
| AlmereGrid TestGrid              | Odwiedź         | przetwarzanie rozproszone                    | Rozwojowy       |
| AndrOINC                         | Odwiedź         | RSA                                          | Zakończony      |
| APS@Home                         | Odwiedź         | ziemska atmosfera                            | Wstrzymany      |
| AQUA@Home                        | Odwiedź         | przetwarzanie rozproszone                    | Zakończony      |
| Artificial Intelligence System   | brak            | sztuczna inteligencja                        | Zarzucony       |
| Biochemical Library              | Odwiedź         | biochemia                                    | Zakończony      |
| BBC Climate Change Experiment    | Odwiedź         | klimatologia                                 | Zakończony      |
| BOINC Alpha Test                 | Odwiedź         | BOINC                                        | Alfa            |
| BRaTS@Home                       | Odwiedź         | fale grawitacyjne                            | Alfa            |
| BURP                             | Odwiedź         | rendering grafiki 3D                         | Alfa            |
| CAS@HOME                         | Odwiedź         | przetwarzanie rozproszone                    | Aktywny         |
| Cels@Home                        | Odwiedź         | biologia, adhezja komórek                    | Wstrzymany      |
| Chess960@home                    | Odwiedź         | szachy losowe                                | Alfa            |
| Citizen Science Grid             | Odwiedź         | biologia, matematyka                         | Beta            |
| Clean Energy@Harvard             | Odwiedź         | energia odnawialna                           | Aktywny         |
| Climate Prediction               | Odwiedź         | klimatologia                                 | Aktywny         |
| Climateprediction.net Beta       | Odwiedź         | klimatologia                                 | Zarzucony       |
| Collatz Conjecture               | Odwiedź         | matematyka                                   | Aktywny         |
| Constellation (Platforma)        | Odwiedź         | astronomia                                   | Alfa            |
| Correlizer                       | Odwiedź         | genetyka                                     | Alfa            |
| Cosmology@Home                   | Odwiedź         | astronomia                                   | Aktywny         |
| DepSpid                          | Odwiedź         | testowanie WWW                               | Zarzucony       |
| DistributedDataMining            | Odwiedź         | analiza danych, uczenie maszynowe            | Alfa            |
| DistrRTgen                       | Odwiedź         | kryptografia                                 | Aktywny         |
| DNETC                            | Odwiedź         | Kryptologia                                  | Wstrzymany      |
| Docking@Home                     | Odwiedź         | biochemia                                    | Aktywny         |
| Einstein@home                    | Odwiedź         | astrofizyka, poszukiwanie pulsarów           | Aktywny         |
| Enigma@Home                      | Odwiedź         | kryptografia                                 | Zarzucony       |
| Find@Home                        | Odwiedź         | biologia, medycyna                           | Beta            |
| Goldbach's Conjecture Project    | Odwiedź         | matematyka                                   | Zarzucony       |
| HashClash                        | brak            | kryptografia, informatyka                    | Zarzucony       |
| iThena.Measurments               | Odwiedź         | informatyka, sieci komputerowe               | Beta            |
| iThena.Computational             | Odwiedź         | informatyka                                  | Beta            |
| The Lattice Project              | Odwiedź         | biochemia                                    | Beta            |
| Leiden Classical                 | Odwiedź         | termodynamika                                | Aktywny         |
| LHC@home                         | Odwiedź         | inżynieria, fizyka                           | Aktywny         |
| LHC@home alpha                   | Odwiedź         | inżynieria, fizyka                           | Zakończony      |
| MalariaControl                   | Odwiedź         | epidemiologia                                | Aktywny         |
| MilkyWay@home                    | Odwiedź         | astrofizyka, droga mleczna                   | Aktywny         |
| MindModeling@Home                | Odwiedź         | modelowanie mózgu                            | Beta            |
| NagrzewanieStali@home            | brak            | metalurgia                                   | Zakończony      |
| NanoHive@Home                    | Odwiedź         | nanotechnologia                              | Zakończony      |
| NQueens@Home                     | brak            | problem 8 hetmanów                           | Wstrzymany      |
| NumberFields@home                | Odwiedź         | matematyka                                   | Aktywny         |
| OProject@home                    |                 | matematyka, mechanika kwantowa, klimatologia | Alfa            |
| Orbit@home                       | Odwiedź         | astronomia                                   | Aktywny         |
| Pirates@home                     | Odwiedź         | projekt rozwojowy BOINC                      | Alfa            |
| PlanetQuest                      | Odwiedź         | astronomia                                   | Zarzucony       |
| POEM@HOME                        | Odwiedź         | biochemia                                    | Zakończony      |
| Predictor@home                   | brak            | biochemia, genetyka                          | Wstrzymany      |
| PrimeGrid (dawniej Message@home) | Odwiedź         | kryptografia, matematyka                     | Aktywny         |
| Project Neuron                   | Odwiedź         | projekt rozwojowy BOINC                      | Zakończony      |
| Proteins@home                    | brak            | biochemia                                    | Zakończony      |
| QCN Alpha Test                   | Odwiedź         | chemia kwantowa                              | Alfa            |
| QMC@home                         | Odwiedź         | chemia kwantowa                              | Beta            |
| Radioactive@Home                 | Odwiedź         | fizyka                                       | Beta            |
| Rectilinear Crossing Number      | Odwiedź         | teoria grafów                                | Beta            |
| Renderfarm.fi                    | Odwiedź         | grafika                                      | Beta            |
| RND@home                         | Odwiedź         | sieci radiowe                                | Zakończony      |
| Rosetta@home                     | Odwiedź         | biochemia                                    | Aktywny         |
| RALPH@home                       | Odwiedź         | biochemia                                    | Alfa            |
| Seasonal Attribution Project     | Odwiedź         | klimatologia                                 | Zarzucony       |
| SETI@home                        | Odwiedź         | astronomia, SETI                             | Aktywny         |
| SETI@home/AstroPulse Beta        | Odwiedź         | astronomia, SETI                             | Beta            |
| SHA-1 Collision Search Graz      | brak            | kryptoanaliza                                | Zakończony      |
| SIMAP                            | Odwiedź         | biochemia                                    | Aktywny         |
| Spinhenge@home                   | Odwiedź         | nanotechnologia                              | Beta            |
| Sudoku@vtaiwan                   | Odwiedź         | sudoku                                       | Beta            |
| Superlink@Technion               | Odwiedź         | biochemia                                    | Alfa            |
| Sztaki Desktop Grid              | Odwiedź         | matematyka                                   | Aktywny         |
| Sztaki Research Facility         | Odwiedź         | rozwojowy, matematyka                        | Beta            |
| Tanpaku                          | brak            | biochemia                                    | Zakończony      |
| Translator@home                  | brak            | tłumaczenie literatury                       | W przygotowaniu |
| TSP@Home                         | brak            | problem komiwojażera                         | Aktywny         |
| Universe@Home                    | Odwiedź         | astrofizyka                                  | Zarzucony       |
| μFluids                          | Odwiedź         | mechanika płynów                             | Zarzucony       |
| VGTU@home                        | Odwiedź         | brak informacji                              | Alfa            |
| VTU@home                         | brak            | brak informacji                              | Alfa            |
| WEP-M+2                          |                 | matematyka                                   | Beta            |
| World Community Grid             | Odwiedź         | biochemia                                    | Aktywny         |
| XtremLab                         | Odwiedź         | statystyka                                   | Wstrzymany      |

### Status projektów – objaśnienie
- Aktywny – projekt działa zgodnie z założeniami
- Pre-alfa / Alfa / Beta – różne fazy testów
- W przygotowaniu – projekt w fazie przygotowań
- Wstrzymany – prace nad projektem przerwano (najczęściej z braku funduszy)
- Zarzucony – prace nad projektem zostały zakończone
- Rozwojowy – projekt służący rozwijaniu nowych wersji aplikacji, lub innym ulepszeniom platformy BOINC
- Zakończony – projekt zakończony po osiągnięciu założeń

### Polskie projekty w świecie BOINC

#### Polskie organizacje wspierające BOINC
Pierwszą polską organizacją wspierającą BOINC było Stowarzyszenie Polski Projekt BOINC (SPP BOINC). Stowarzyszenie to powstało 10 sierpnia 2006 roku w Lublinie. Jego założycielami byli: Michał Jarosz, Krzysztof Dmochowski, Artur Gregorczyk, Adam Hajok oraz Krzysztof Piszczek.
19 czerwca 2012 roku została zarejestrowana Fundacja BOINC Polska. Organizacja ta od początku swojego istnienia oficjalnie opiekuje się projektem Radioactive@Home. Fundacja ta podobnie jak SPP BOINC została stworzona przez członków jednego z największych polskich zespołów zrzeszających pasjonatów platformy BOINC: BOINC@Poland.
Dnia 23 października 2020 roku dokonano rejestracji Fundacji Cyber-Complex. Jednym z celów statutowych tej instytucji jest prowadzenie działalności badawczej oraz eksperymentalnej z zakresu obszarów informatyki, teleinformatyki oraz telekomunikacji i cybernetyki co wpisuje się także w zagadnienia platformy BOINC. Jednostka prowadzi projekt iThena.

#### Projekty nieaktywne
W ostatnich dniach sierpnia 2006 roku powstał pierwszy polski projekt BOINC nazwany Nagrzewanie Stali@home. Projekt został uruchomiony w ramach pracy magisterskiej studenta informatyki. Projekt działał przez niecały tydzień, gromadząc w tym czasie ponad 130 uczestników z całego świata.
W lecie 2007 roku powstał projekt Enigma@Home mający na celu wspomożenie innego projektu próbującego złamać zaszyfrowaną Enigmą wiadomość z okrętu podwodnego. Projekt ten w 2017 roku przestał generować nowe zadania i obecnie nie jest już aktywny.
Od stycznia 2009 roku w ramach projektu PrimeGrid działa podprojekt AP26, wykorzystujący algorytm opracowany przez polskiego naukowca, dr. Jarosława Wróblewskiego, do znajdowania liczb pierwszych będących wyrazami ciągów arytmetycznych.
Od marca 2010 roku w ramach projektu DNETC utworzono wrapper na projekt distributed.net - na kilka lat po jego utworzeniu był to jeden z najpopularniejszych projektów w świecie BOINC.
W sierpniu 2012 roku powstał projekt OProject zajmujący się weryfikacją Hipotezy Goldbacha. OProject był jednym z elementów opracowanych na potrzeby pracy inżynierskiej bronionej na Państwowej Wyżej Szkole Informatyki i Przedsiębiorczości w 2013 roku. W 2016 roku projekt ten został zarzucony.
W 2014 roku początkowo w formie testowej, a w 2015 już w fazie produkcyjnej działał projekt Universe@Home, projekt astrofizyczny uruchomiony przez Obserwatorium Astronomiczne Uniwersytetu Warszawskiego zajmujący się tematyką ewolucji układów gwiezdnych. W 2024 roku po śmierci Krzysztofa Belczyńskiego, profesora nauk fizycznych ze względu na brak wsparcia oraz zainteresowania innego zespołu naukowego projekt został zarzucony. Projekt przyczynił się do opublikowania wielu publikacji naukowych.

#### Projekty nadal aktywne
Od 2011 w fazie testów znajduje się projekt Radioactive@Home mający na celu stworzenie interaktywnej mapy promieniowania gamma. Specjalnie na potrzeby projektu został zaprojektowany licznik Geigera wyróżniający się bardzo niską ceną wykonania (możliwe jest także wykonanie licznika w warunkach domowych). Globalna mapa promieniowania tworzona jest przez projekt także po upływie 14 lat w 2025 roku.
W 2019 roku uruchomiono projekt iThena. Obecnie prowadzony jest on przez Fundację Cyber-Complex. Na podstawie wyników projektu opracowywane są publikacje naukowe. W 2021 roku doszło do reorganizacji projektu i zostały wyodrębnione dwa komponenty:
- iThena.Measurements - realizujący zadania mało obciążające procesor, a bardziej obciążające dostęp do sieci komputerowej w celu wykonywania pomiarów i testów Internetu,
- iThena.Computational - realizujący zadania typowo obliczeniowe obciążające procesor CPU.

### Systemy zarządzania kontami (AMS)
- BAM. bam.boincstats.com. [zarchiwizowane z tego adresu (2008-12-03)]. (pl) – (BOINC Account Manager) zintegrowany z serwisem BOINCstats
- Grid Republic (en)